# Miss Monde 1955
Miss Monde 1955, est la 5e élection de Miss Monde, qui s'est déroulée le 20 octobre 1955 au Lyceum Theatre de Londres, au Royaume-Uni. 
La gagnante, la vénézuélienne Susana Duijm, succède à Antigone Costanda, Miss Monde 1954. Elle a été couronnée par l'actrice britannique Eunice Gayson au lieu par sa prédécesseure Antigone Costanda qui n'a pas pu assisté en raison des hostilités entre l'Égypte et le Royaume-Uni pour le Canal de Suez.

## Résultats
| Résultat Final  | Candidates                                                     |
| --------------- | -------------------------------------------------------------- |
| Miss Monde 1955 | - Venezuela - Susana Duijm                                     |

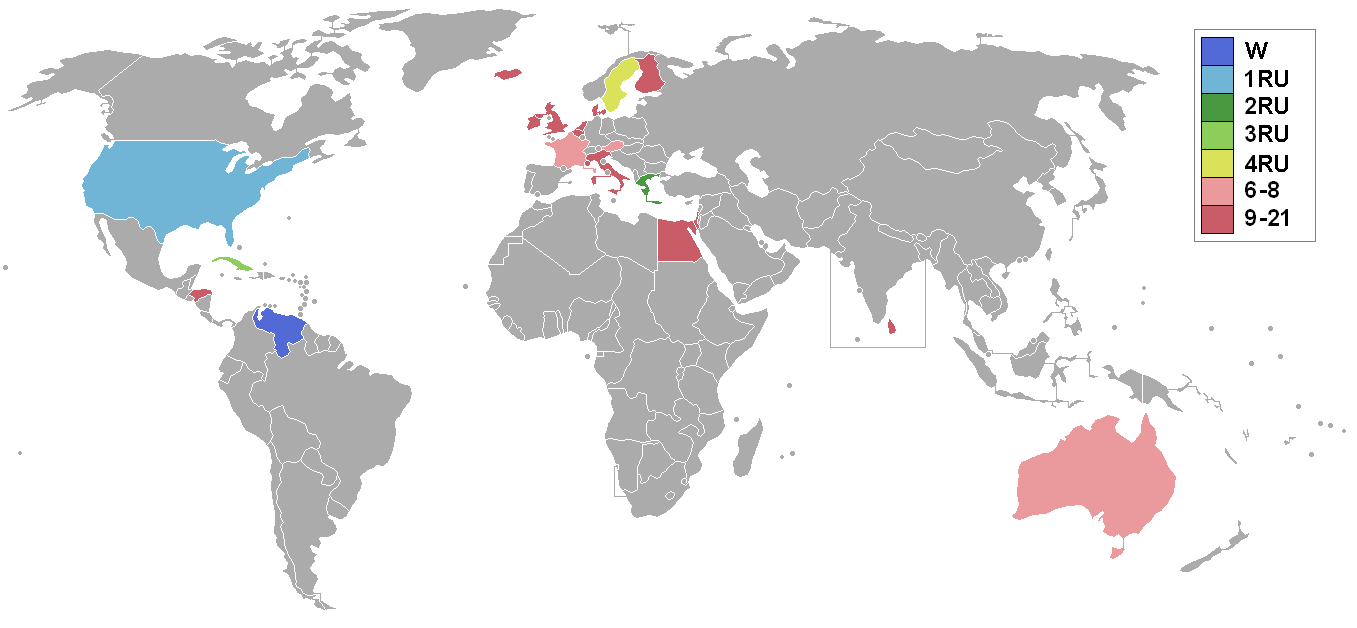
Pays des participantes et résultats

| 1re dauphine    | - USA - Margaret Anne Haywood                                  |
| 2e dauphine     | - Grèce - Julia Coumoundourou                                  |
| 3e dauphine     | - Cuba - Gilda Marín                                           |
| 4e dauphine     | - Suède - Anita Åstrand                                        |
| 5e dauphine     | - France - Gisele Thierry                                      |
| Top 8           | - Australie - Beverly Prowse - Autriche - Felicitas Von Goebel |

## Candidates
- Allemagne - Beate Krüger
- Australie - Beverly Prowse
- Autriche - Felicitas Von Goebel
- Belgique - Rosette Ghislain
- Ceylon - Viola Sita Gunarate
- Cuba - Gilda Marín
- Danemark - Karin Palm-Rasmussen
- Finlande - Mirva Orvakki Arvinen
- France - Gisele Thierry
- Grande-Bretagne - Jennifer Chimes
- Grèce - Tzoulia Georgia Coumoundourou
- Pays-Bas - Angelina Kalkhoven
- Honduras - Pastora Pagán Valenzuela
- Islande - Arna Hjörleifsdóttir
- Irlande - Evelyn Foley
- Israël - Miriam Kotler
- Italie - Franca Incorvaia
- Monaco - Josette Travers
- Suède - Anita Åstrand
- U.S.A. - Margaret Anne Haywood
- Venezuela - Susana Duijm[2].

## Observations